# Nordland fylke

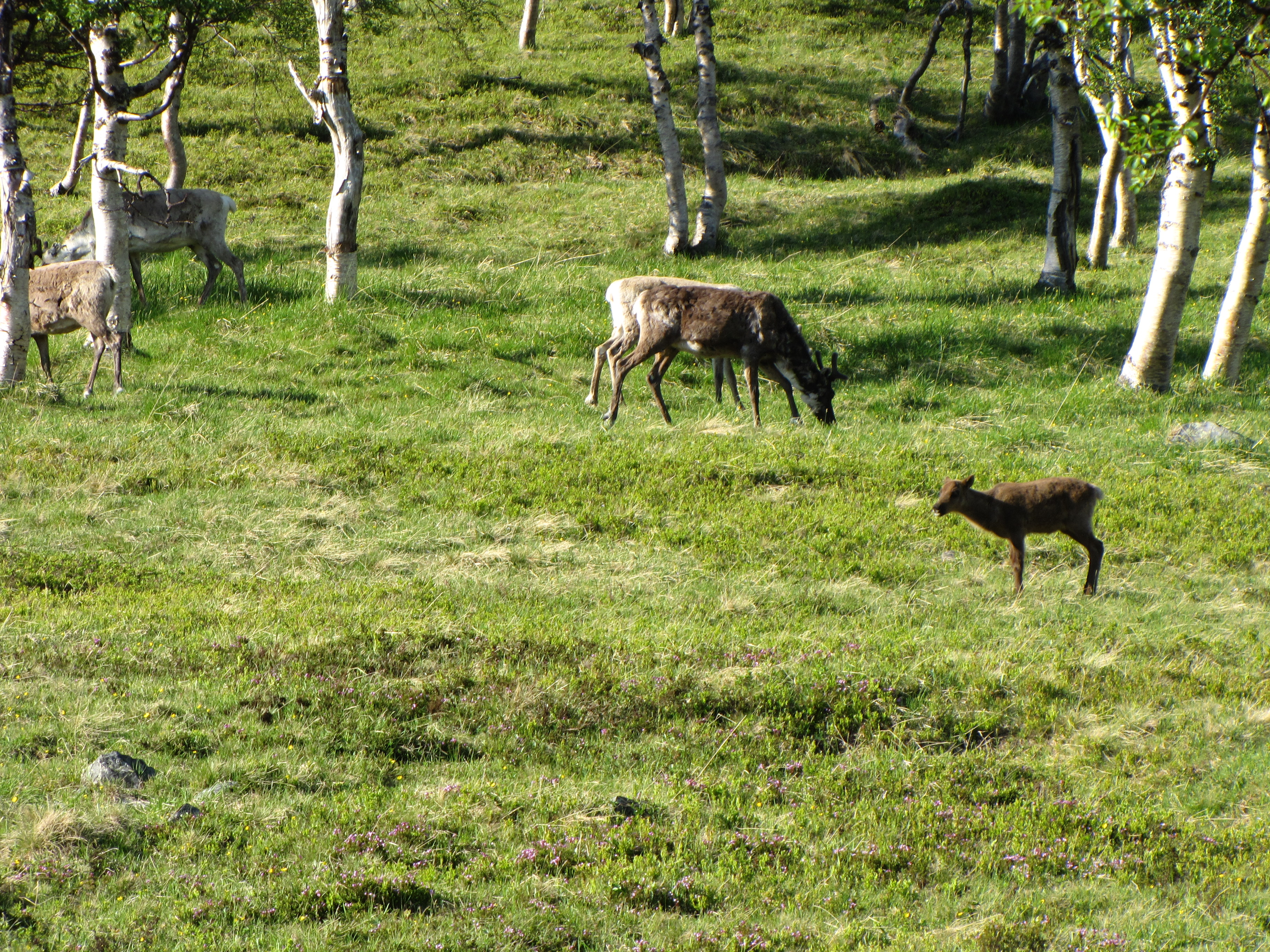
Renar i Nordland.

Nordland fylke (sydsamiska: Nordlaanten fylhke; lulesamiska: Nordlánda fylkka;  nordsamiska: Nordlándda fylka) är ett fylke i norra Norge som gränsar mot Troms fylke i norr och Trøndelag fylke i söder. I öst gränsar fylket till Västerbottens län och Norrbottens län i det svenska landskapet Lappland. I väst har Nordland en kuststräcka mot Atlanten och Norska havet. Nordland består av områdena Helgeland, Salten, Lofoten, Ofoten och Vesterålen. Polcirkeln går genom fylket. Nordland har en befolkning på cirka 240 000 personer.

## Kommuner
Sedan den 1 januari 2020 har Nordland fylke 41 kommuner.

## Fylkets tätorter kommunvis
| Alstahaugs kommun - Sandnessjøen Andøy kommun - Andenes - Bleik Beiarns kommun - Tätorter saknas Bindals kommun - Terråk Bodø kommun - Bodø - Løding - Løpsmarka Brønnøy kommun - Berg Huvuddelen i Sømna kommun - Brønnøysund - Nordhus - Toft Bø kommun - Bø - Straume Dønna kommun - Solfjellsjøen Evenes kommun - Bogen - Liland Fauske kommun - Fauske - Strømsnes - Sulitjelma Flakstads kommun - Tätorter saknas Gildeskåls kommun - Inndyr Grane kommun - Trofors Hamarøy kommun - Drag - Oppeid Hadsels kommun - Melbu - Stokmarknes Hattfjelldals kommun - Hattfjelldal Hemnes kommun - Bjerka - Hemnesberget - Korgen Herøy kommun - Silvalen Leirfjords kommun - Leland Lurøy kommun - Lovund Lødingens kommun - Lødingen Meløy kommun - Eidbukta - Glomfjord - Reipå - Ørnes | Moskenes kommun - Reine - Sørvågen Narviks kommun - Ballangen - Beisfjord - Bjerkvik - Håkvik - Kjøpsvik - Narvik Nesna kommun - Nesna Rana kommun - Alternes - Hauknes - Mo i Rana - Storforshei Rødøy kommun - Tätorter saknas Røsts kommun - Røst Saltdals kommun - Rognan Sortlands kommun - Sigerfjord - Sortland - Strand Steigens kommun - Leinesfjord Sømna kommun - Berg Mindre del i Brønnøy kommun - Vik Sørfolds kommun - Straumen Træna kommun - Husøy Vefsns kommun - Mosjøen Vega kommun - Gladstad Vestvågøy kommun - Ballstad - Gravdal - Leknes - Stamsund Vevelstads kommun - Tätorter saknas Værøy kommun - Sørland Vågans kommun - Henningsvær - Kabelvåg - Svolvær Øksnes kommun - Alsvåg - Myre |

## Städer
I Nordland fylke finns elva städer:
- Bodø (residensstad)
- Brønnøysund
- Fauske
- Leknes
- Mo i Rana
- Mosjøen
- Narvik
- Sandnessjøen
- Sortland
- Stokmarknes
- Svolvær